# Hobart's Funnies

Insigna Diviziei a 79-a blindate

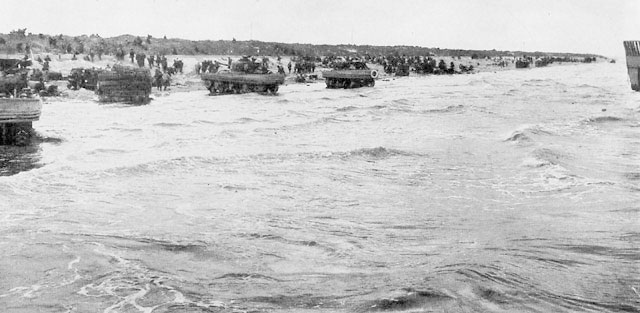
Tancurii amfibii DD (Double Drive) imediat după debarcarea pe plaja Omaha

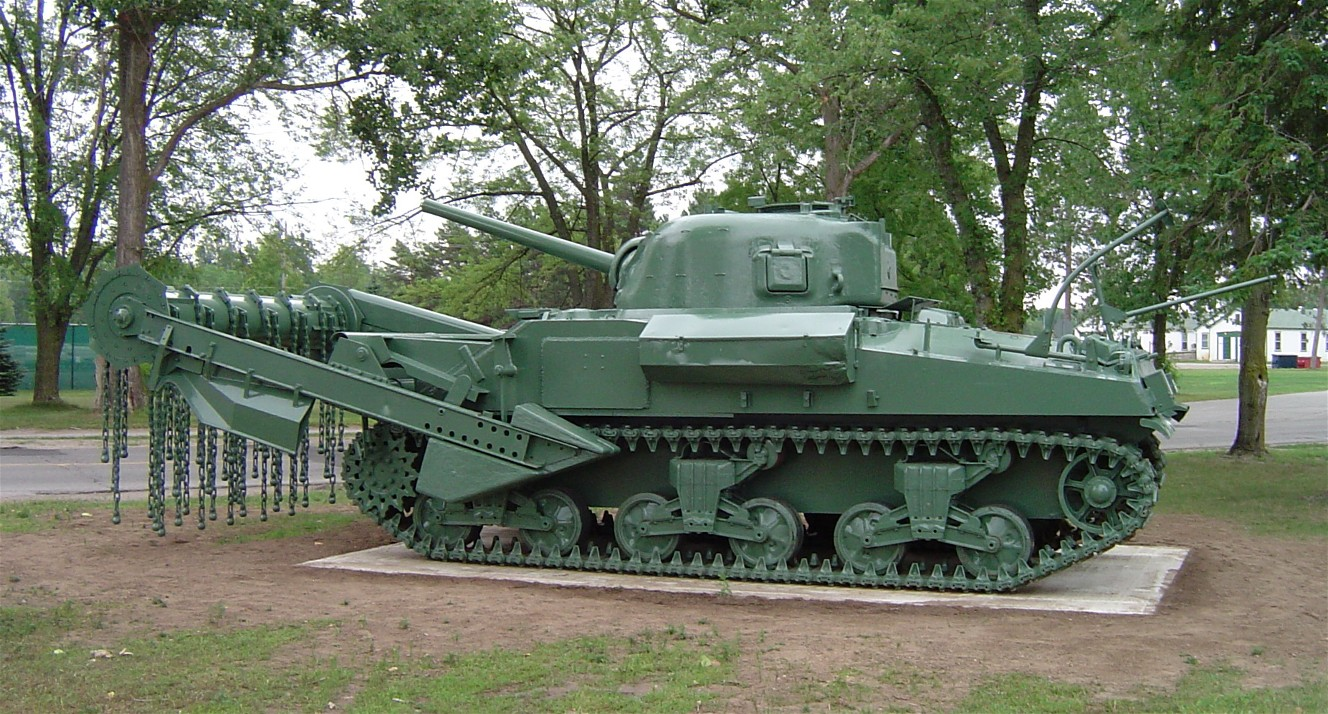
Tanc Sherman curățător de mine. Exponat al CFB Borden Military Museum, Ontario, Canada.

Hobart's Funnies (aproximativ Drăciile lui Hobart) au fost o serie de tancuri modificate în vederea luptelor din timpul celui de-al doilea război mondial. Ele s-au aflat în dotarea Diviziei a 79-a blindate britanice sau a geniștilor din Regatul Unit. Aceste tancuri speciale au fost proiectate ținând seama de învățămintele trase în urma eșecului înregistrat în timpul raidului de la Dieppe. Noile modele trebuiau să depășească o multitudine de probleme puse în fața Aliaților de debarcarea din Normandia. Aceste tancuri au jucat un rol de primă importanță pe plajele pe care au debarcat trupele Commonwealth-ului. Aceste tancuri pot fi considerate precursorii mașinilor moderne de luptă.  

## Istoric
Începuturile „drăciilor” poate fi plasat la momentul în care geniștii și-au dat seama de nevoia existenței unor mașini moderne de asediu, care să conducă asaltul împotriva apărătorilor porțiunii franceze a Zidului Atlanticului. Depășirea rapidă a obstacolelor și lucrărilor defensive germane era de maximă importanță în condițiile în care terenul din imediata apropiere a plajelor permitea concentrarea facilă a blindatelor germane. Mareșalul Alan Brooke a hotărât să creeze aceste unități speciale de tancuri. Sarcina proiectării și realizării acestor vehicule noi de luptă cât și a pregătirii echipajelor a fost dată expertului în blindate Percy Hobart, cel al cărui nume avea să fie dat tuturor mașinilor de luptă. 
Unele dintre ideile pentru construirea acestor mașini existau deja, iar unele prototipuri fuseseră deja testate atât de britanici, cât și de alți constructori. De exemplu, tancul cu lanțuri biciuitoare Scorpion (un tanc Matilda modificat) fusese deja utilizat în campania din Africa de nord pentru deminarea unor drumuri de acces prin terenurile minate de germani. Tancul sovietic T-34 fusese modificat în tanc de deminare prin montarea unor role suplimentare. Tancurile pentru sprijin apropiat, tancurile-pod, transportoarele de fascine fuseseră de asemenea construite de diferite fabrici ale aliaților. Totuși, „drăciile” au fost cea mai vastă și completă colecție disponibilă de mașini genistice. 
La începutul anului 1944, Hobart și-a prezentat creațiile — tancurile amfibii, curățătorii „crabi” de mine, transportoare de fascine sau poduri și „crocodili” aruncători de flăcări — principalilor lideri Aliați în frunte cu Eisenhower și Montgomery. 
Montgomery a considerat că și forțele SUA ar fi trebuit să folosească asemenea mașini genistice și s-a oferit să le împartă cu forțele americane, dar propunerea sa nu a fost luată în seamă. Eisenhower era în favoarea folosirii tancurilor amfibii, dar a lăsat decizia finală pentru folosirea altor tipuri de mașini genistice generalului Bradley, care mai departe a delegat responsabilitatea ofițerilor săi de stat major. În afară de tancurile amfibii, niciun altfel de tanc modificat nu a fost folosit de americani, care considerau că pentru utilizarea lor este nevoie de un antrenament specializat și o organizare logistică suplimentară.

## „Menajeria”
Cea mai mare parte a mașinilor au fost versiuni modificate ale tancurilor de tip Churchill sau Sherman. Amândouă modelele erau disponibile în număr suficient de mare. Tancul Churchill avea performanțe bune de deplasare pe terenuri accidentate și era foarte încăpător. Tancul Sherman se remarca printr-o mare fiabilitate.

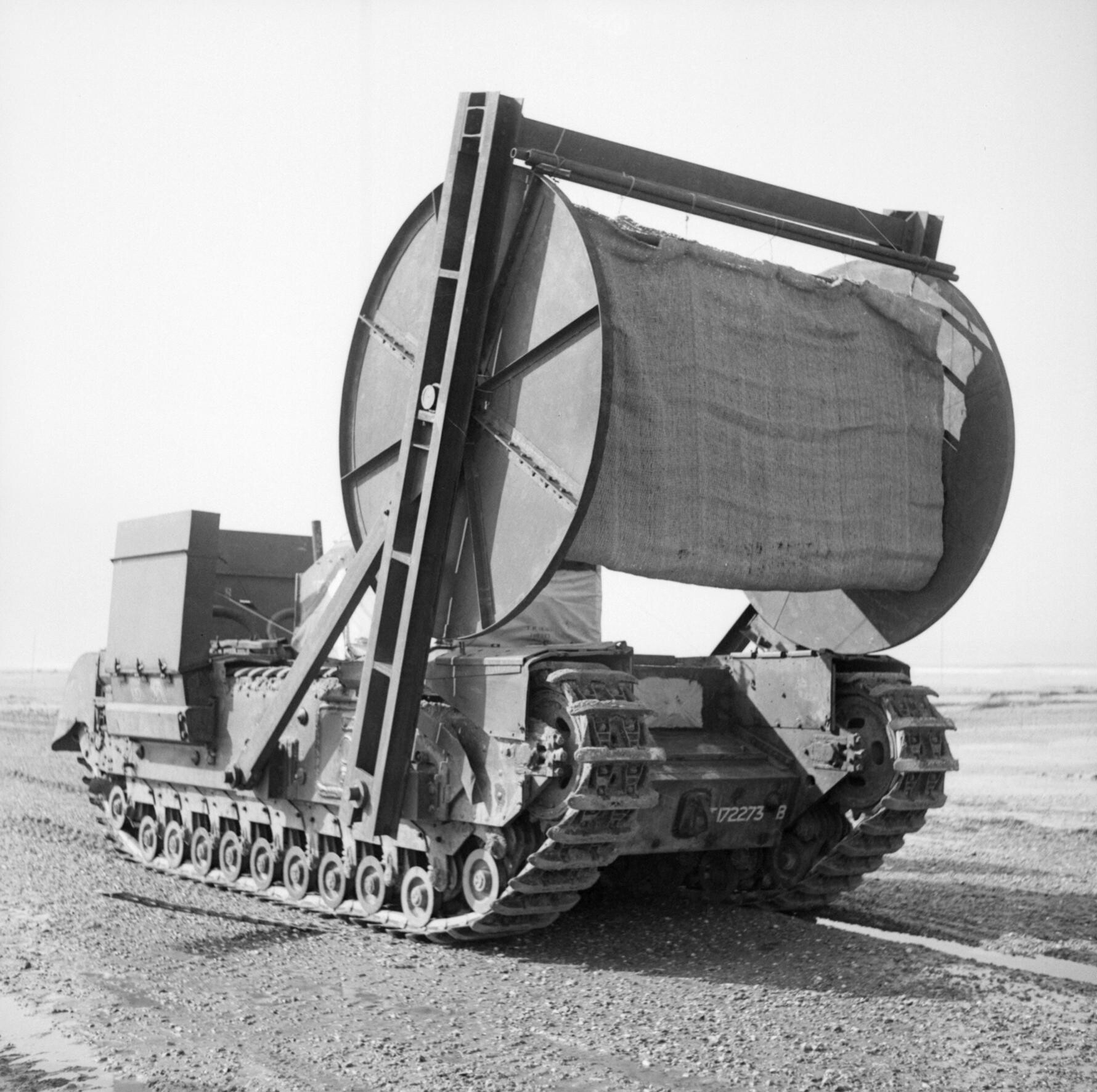
Tanc Churchill cu covor-bobină.

Printre numeroasele modele de tancuri se remarcau următoarele: 
- Crocodilul – un tanc Churchill modificat prin atașarea unui aruncător de flăcări în locul mitralierei. Tancul tracta o remorcă cu 1.800 l de combustibil. Aruncătorul de flăcări avea o eficiență de peste 100 m. Urma să fie folosit în distrugerea buncărelor, având un uriaș efect psihologic asupra inamicului.

- AVRE – Armoured Vehicle, Royal Engineers (vehicul blindat, geniștii regali) a fost un tanc Churchill modificat pentru a fi folosit la atacul împotriva fortificațiilor germane. Echipajul includea doi geniști, care puteau să iasă și să intre rapid în tanc prin trapele laterale. Tunul tancului era înlocuit cu un mortier Petard. Proiectilul de 18 kg (poreclit Flying Dustbin — lada de gunoi zburătoare) era lansat la peste 130 m, fiind destinat obstacolele din beton precum buncărele sau obstacolele antitanc. Ceea ce era neobișnuit la acest tanc era faptul că mortierul trebuia încărcat pe gură de servanții care acționau printr-o trapă. 
  - Bobina – un tanc care transporta, atașat în partea din față, un suport pe care erau montată o rolă de trei metri diametru de țesătură textilă întărită cu fire metalice, care era derulată pe pământ în fața vehiculului. Acest covor a fost folosit pentru traversarea terenurilor argiloase sau nisipoase din zonele de debarcare, terenuri în care altfel șenilele tancurilor s-ar fi împotmolit sau s-ar fi afundat.
  - Fascina – un tanc care transporta în partea din față un mănunchi de lemne legate între ele cu sârmă, care erau folosite pentru umplerea șanțurilor sau pentru construirea unor rampe. În mijlocul mănunchiului de lemne era plasată o țeavă metalică care asigura curgerea apei.
  - Micul cheson – un tanc care transporta un mic pod de asalt care putea fi lansat în 30 de secunde peste deschideri de 10 m.
  - Plugul „coarne de taur” – un tanc dotat cu un plug pentru deminare, care excava pământul din fața tancului, distrugând sau îndepărtând minele antipersonal sau antitanc.
  - Ceapa dublă– două încărcături explozive uriașe atașate de o ramă metalică, care puteau fi lipite de un zid din beton și puteau fi detonate de la o distanță sigură. Era varianta îmbunătățită a dispozitivului cu o singură încărcătură explozivă poreclit morcovul.

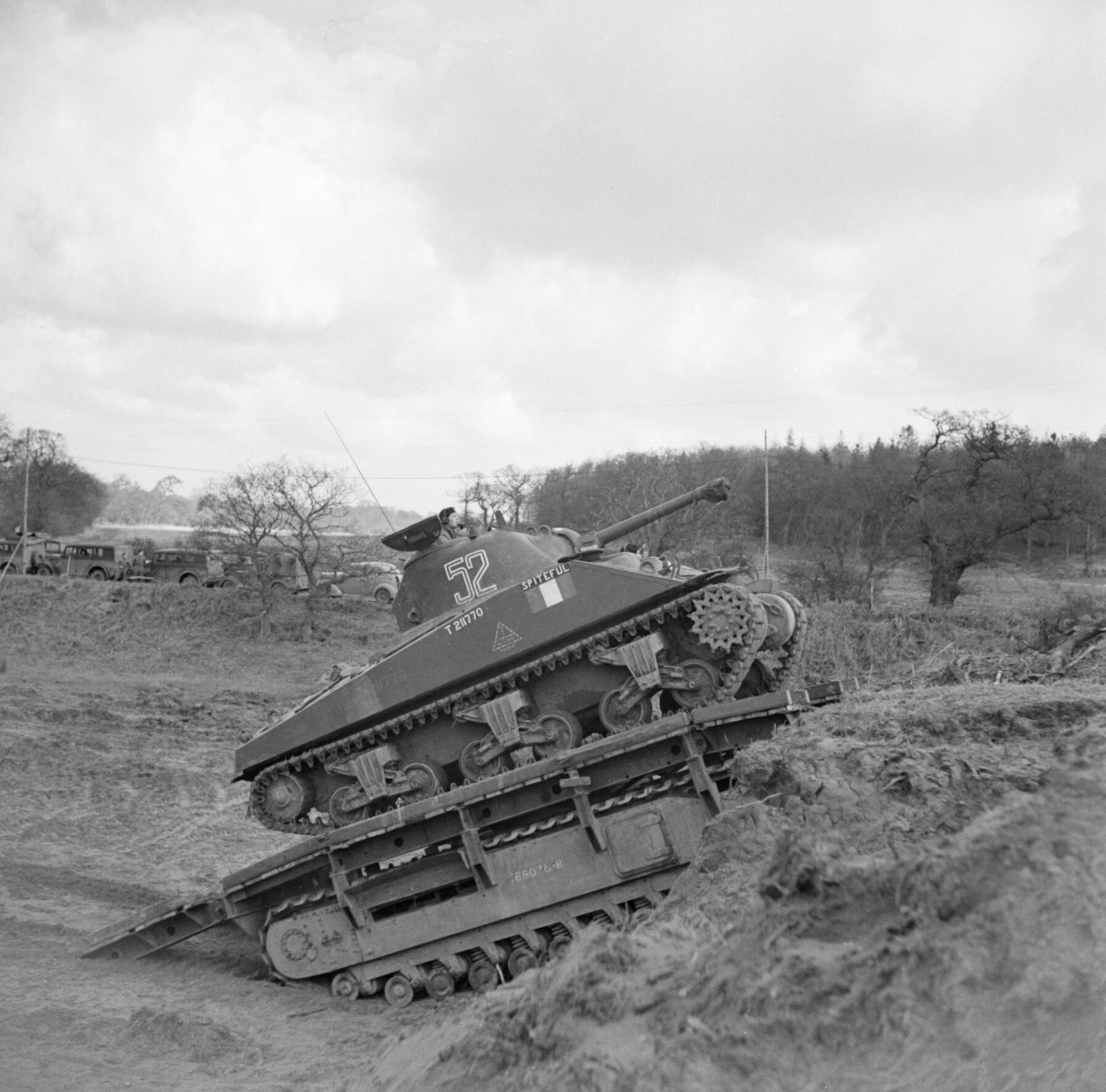
Un tanc Sherman folosind o arcă Churchill pentru escaladarea unui povârniș în timpul unui antrenament

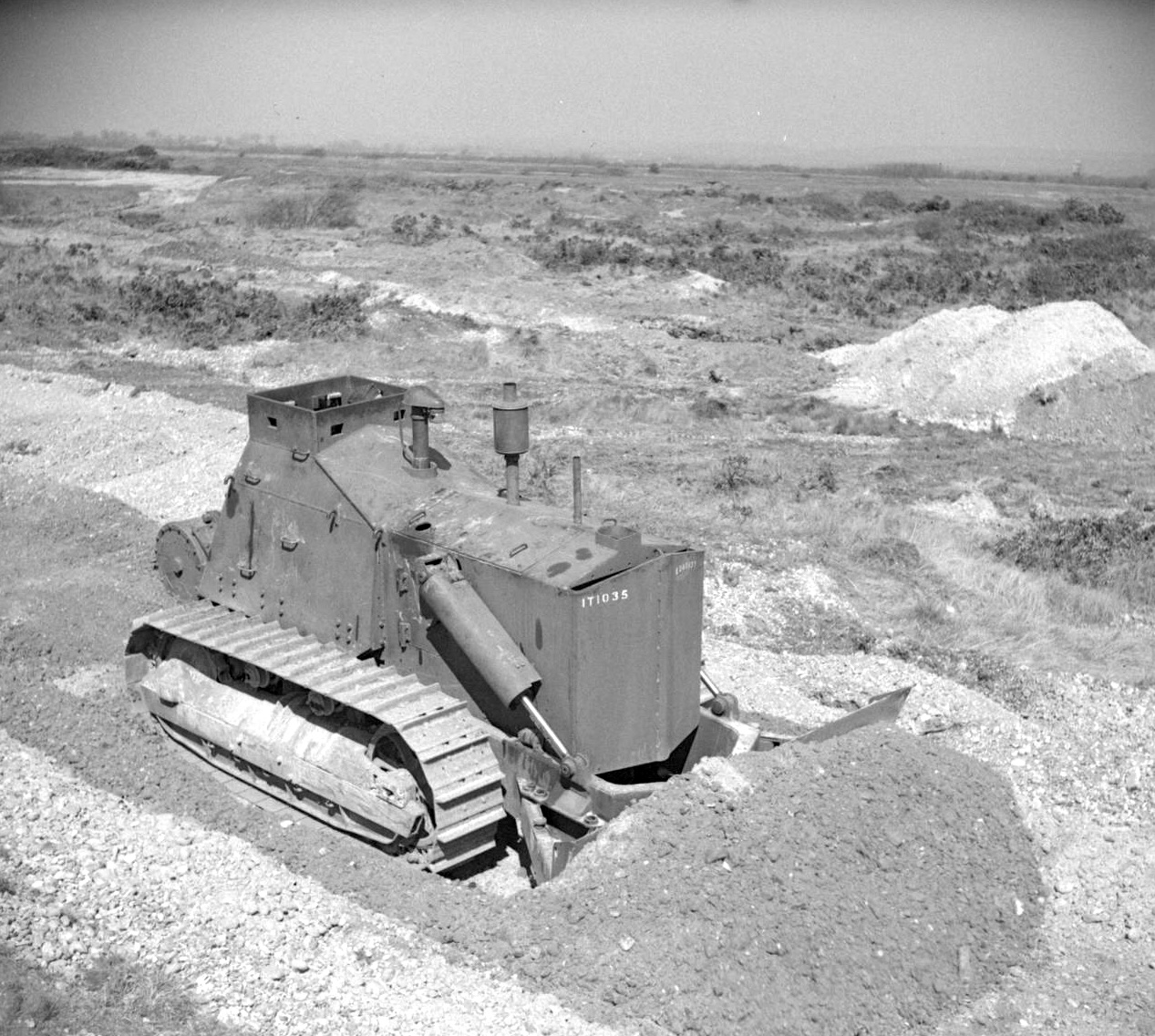
Buldozer blindat

- Arca – Transportor blindat de rampă – un tanc Churchill fără turelă care era dotat cu rampe telescopice la fiecare capăt. Rampa era folosită de alte vehicule pentru traversarea unor obstacole înalte.
- Crabul – un tanc Sherman modificat și echipat cu un cilindru rotitor dotat cu lanțuri cu greutăți la capete, care detonau minele întâlnite pe calea de deplasare a blindatului.
- Tancul DD – tanc Duplex Drive (acțiune dublă), un tanc amfibiu Sherman ori Valentine capabil să plutească câțiva kilometri din punctul de lansare la apă din vasele de transport din largul coastelor de debarcare până pe plaje. Ele trebuia să asigure sprijinirea cu foc a primelor valuri de infanteriști debarcați pe plaje. Versiunea Valentine a fost folosită numai în timpul instrucției.
- BARV – Beach Armoured Recovery Vehicle (vehicul blindat de recuperare de pe plajă). Era un tanc Sherman M4A2 căreia îi fusese îndepărtată turela, care fusese înlocuită cu o suprastructură blindată. Tancul era impermeabilizat și era capabil să opereze în apă adâncă de 2,7 metri. Era menit îndepărtării vehiculelor care se scufundaseră și blocau drumul spre plajă. Ele trebuiau folosite pentru punerea pe linia de plutire a vehiculelor de debarcare împotmolite pe plajă. Ele nu fuseseră concepute de echipa lui Hobart, ci de Corpul de mecanici și electricieni al geniștilor regali.
- LTV "Buffalo" – versiunea britanică a vehiculului american blindat de debarcare LVT4.
- Buldozerul blindat – un buldozer obișnuit Caterpillar D8 la care s-a adăugat un blindaj pentru protejarea mecanicului-conductor și a motorului. Erau destinate construirii de drumuri și îndepărtării dărâmăturilor și acoperirii craterelor de bombe.

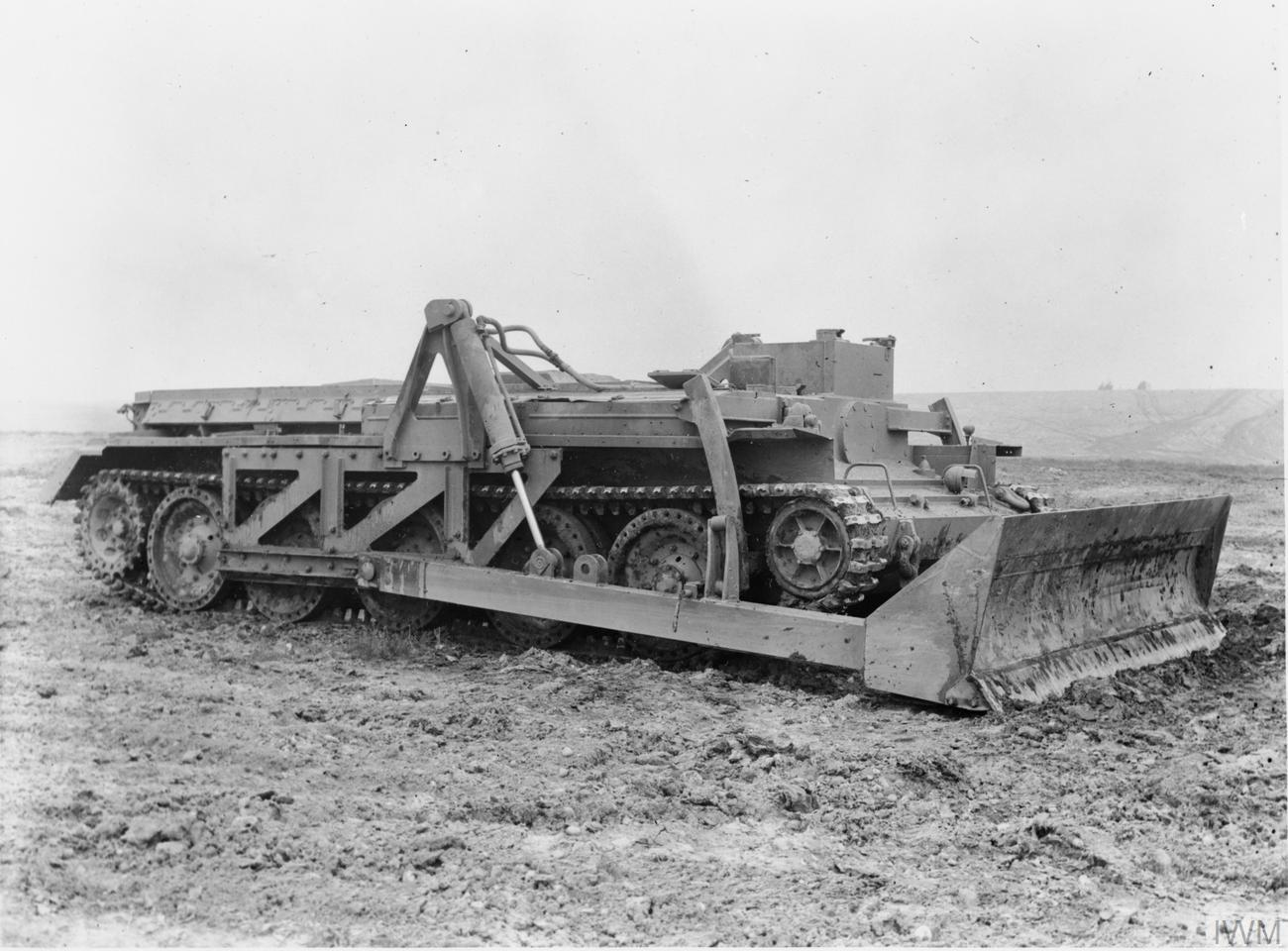
Buldozer Centaur

- Buldozerul Centaur – un tanc Cromwell cu turela îndepărtată, dotat cu o lamă de buldozer acționată hidraulic. A fost construit pentru a asigura sarcinile unui buldozer convențional, dar care să aibă aceeași viteză de deplasare cu a tancurilor pe care le însoțea. Nu au fost folosite în Ziua Z, ci doar în ultima parte a anului 1944, în luptele din Belgia.
- Canal Defence Light (proiector de apărare a Canalului) – un tanc dotat cu un proiector cu arc de cărbune montat în turelă. Numele lui era în mod intenționat inexact, pentru a păstra secretul militar. Urma să fie folosit la orbirea apărătorilor în timpul atacurilor de noapte.

## Utilizarea „drăciilor” în epoca postbelică
Buldozerul Centaur a continuat să fie folosit de armata britanică câțiva ani după încheierea celui de-al doilea război mondial, inclusiv în Războiul din Coreea. Un mic număr de AVRE Churchill și BARV Sherman au fost folosite până în deceniul al șaptelea al secolului trecut, când au fost înlocuite de vehicule similare bazate pe modelul de tanc Centurion. În timpul Războiului din Golf din 1991, britanicii au folosit tancuri FV4003 Centurion Mk 5 AVRE 165. 
Armata Israelului a folosit fără întrerupere până în zilele noastre buldozere blindate, iar pușcașii marini și infanteriștii americani din Irak au fost dotați de curând cu buldozere blindate.